# 長宗我部兼光
長宗我部 兼光（ちょうそかべ かねみつ、生没年不詳）は、鎌倉時代の武士。長宗我部氏の7代目当主。土佐国岡豊城主。
父は長宗我部満幸。子に長宗我部重俊。
兼光のころ、広井・中島・野田・大黒（おおぐろ）らの庶家を派生した。